# Мері Барра
Мері Тереза Барра (англ. Mary Barra), до шлюбу Макела (нар. 24 грудня 1961) — американська підприємиця. З 15 січня 2014 — голова правління та виконавча директорка компанії General Motors. Перша жінка-виконавча директорка великого автовиробника. Перед посадою CEO була віцепрезиденткою з питань глобального розвитку продуктів, закупівель та ланцюгів поставок у General Motors.

## Ранні роки
Мері Макела народилася в Роял Оук, штат Мічиган. Її батьки мають фінське походження. Предки походять із села Канкаанпя, що у провінції Сатакунта, Фінляндія, з колишнього муніципалітету Кейлйо. Її дідусь Віктор Макела переїхав до США і одружився з Марією Луомою, фінською іммігранткою з Теуви. Вони жили в Міннесоті, у маленькому шахтарському містечку Маунтін-Айрон. У родині було троє дітей, зокрема син Рейно, якого також називали Рей. Він одружився з американо-фінкою другого покоління Євою Пюйкконен, яка й народила Мері у 1961 році. Батько пропрацював слюсарем 39 років на автомобільному заводі Понтіак у Детройті, а сім'я жила у Вотерфорді, штат Мічиган. Мері закінчила середню школу Уотерфорда в Мічигані.

## Освіта
У 1985 році Мері Макела закінчила Інститут General Motors (нині Університет Кеттерінга), де отримала диплом електроінженерки. Вона увійшла до почесного інженерного товариства Тау Бета Пі. Пізніше навчалася у Стенфордській вищій школі бізнесу за стипендією General Motors та здобула ступінь магістра ділового адміністрування у 1990 році.

## Кар'єра
Навчання в Інституті оплачувала General Motors, студенти ж мали півроку практикуватися на заводах автоконцерну. У 1980 році, будучи студенткою, 18-річна Мері Макела прийшла на практику в General Motors. Її завданнями були перевірка панелей крил та витяжок. Згодом обіймала різні інженерні та адміністративні посади, у тому числі, керувала заводом Детройт-Хамтрамк. За два роки під її управлінням завод удвічі покращив показники якості та безпеки.
У лютому 2008 року стала віцепрезиденткою Global Manufacturing Engineering. У липні 2009 року стала віцепрезиденткою з HR, наприкінці 2010 року стала старшою віцепрезиденткою з нових розробок, а згодом очолила підрозділ закупівель. У лютому 2011 року призначена виконавчою віцепрезиденткою з питань глобального розвитку продуктів.
Коли у січні 2014 року Мері Барра обійняла посаду головної виконавчої директора General Motors, то стала першою жінкою-CEO в історії компанії.
Протягом першого року роботи на посаді CEO Мері Барра видала 84 відкликань з питань безпеки, що стосувались понад 30 мільйонів автомобілів. Її викликали до Сенату, щоб дати свідчення про відкликання та смерті, пов'язані з несправним замком запалювання в Chevrolet Cobalt. Барра та General Motors також підозрювали в тому, що вони вкладали суттєві кошти у благодійність та платили за почесні відзнаки, аби покращити імідж директорки та корпорації в той час. Однак система відкликань, впровадженаМері Барра, призвела до створення нової політики, що заохочує персонал повідомляти про проблеми, з якими вони стикаються.
Будучи CEO, Барра сприяла переходу General Motors на безпілотні автомобілі та на електромобілі через купівлі різних компаній, у тому числі Strobe, стартап у галузі безпілотного водіння. У 2017 році General Motors почала продавати Chevy Bolt EV, випередивши суперника Tesla із запуску першого електромобіля вартістю менше 40000 доларів з ресурсом руху без підзарядки до ~321 кілометра (200 миль).
У січні 2016 року Мері Барра почала поєднувати посади виконавчої директорки та голови ради директорів.
У 2017 році вона стала найбільш високооплачуваною керівницею компаній Великої трійки США із загальною винагородою у 21,96 мільйона доларів.
У листопаді 2018 року Барра оголосила про закриття п'яти північноамериканських заводів та звільнення 14 000 робітників. Її рішення розкритикував Дональд Трамп, який у відповідь погрожував скасувати урядові субсидії компанії.

### Дісней
У серпні 2017 року Мері Барра була обрана членкинею ради директорів компанії Дісней. Вона була 12-ю особою, обраною до цієї ради, і четвертою жінкою в ній.

### Інші посади у керівних органах
Мері Барра була членкинею ради директорів General Dynamics. Вона є членкинею ради директорів Детройтського економічного клубу та Детройтської денної школи, Опікунської ради Стенфордського університету та Опікунської ради університету Дюка.

## Нагороди та відзнаки
У 2013 році Мері Барра посіла 35-е місце у списку найвпливовіших жінок за версією Forbes, піднявшись у рейтингу до четвертого місця у 2018 році.
У травні 2014 року виступила з промовою для студентства Університету Мічигану, розташованому у місті Енн-Арбор, та отримала почесний ступінь. У 2018 році отримала почесний ступінь доктора Дюкського університету.
Барра очолила список найвпливовіших жінок за версією Fortune у 2015 році. А за рік до цього була на другому місці.
У 2017 вона залишилася на першому місці у списку Fortune та стала номером 5 у списку топ-100 найбільш впливових жінок світу за версією Форбс.
У квітні 2014 року була представлена на обкладинці «100 найвпливовіших людей світу» журналу Тайм.
У грудні 2016 року приєдналась до бізнес-спілки, яку зібрав тодішній новообраний президент Дональд Трамп, щоб надавати стратегічні та політичні поради з економічних питань. Однак вона покинула її у 2017 році, після відповіді Трампа на протести в Шарлоттсвіллі.
Барра була обрана до Національної інженерної академії в лютому 2018 року. У вересні 2018 року отримала нагороду Єльського університету «Легенда в лідерстві».

## Особисте життя
Одружена з консультантом Тоні Барра, з яким познайомилася під час навчання в університеті, має двох дітей і двох собак. Вони живуть у Нортвіллі, передмісті Детройта. Вона також володіє квартирою в центрі Детройта.
Своїми улюбленими автомобілями назвала Chevrolet Camaro та Pontiac Firebird. Барра трохи знає фінську мову.